# Zotye SR7
Zotye SR7 — компактный кроссовер, выпускаемый китайской компанией Zotye в 2015—2021 годах.

## Описание
Zotye SR7 дебютировал на автосалоне в Гуанчжоу в 2015 году. Продажи начались в декабре 2015 года по цене с 66800 юаней. При разработке дизайна компания ориентировалась на Audi Q3.

Zotye SR7 являлся первым автомобилем серии S. По меркам компании, SR обозначает «Sixth Revolutions».

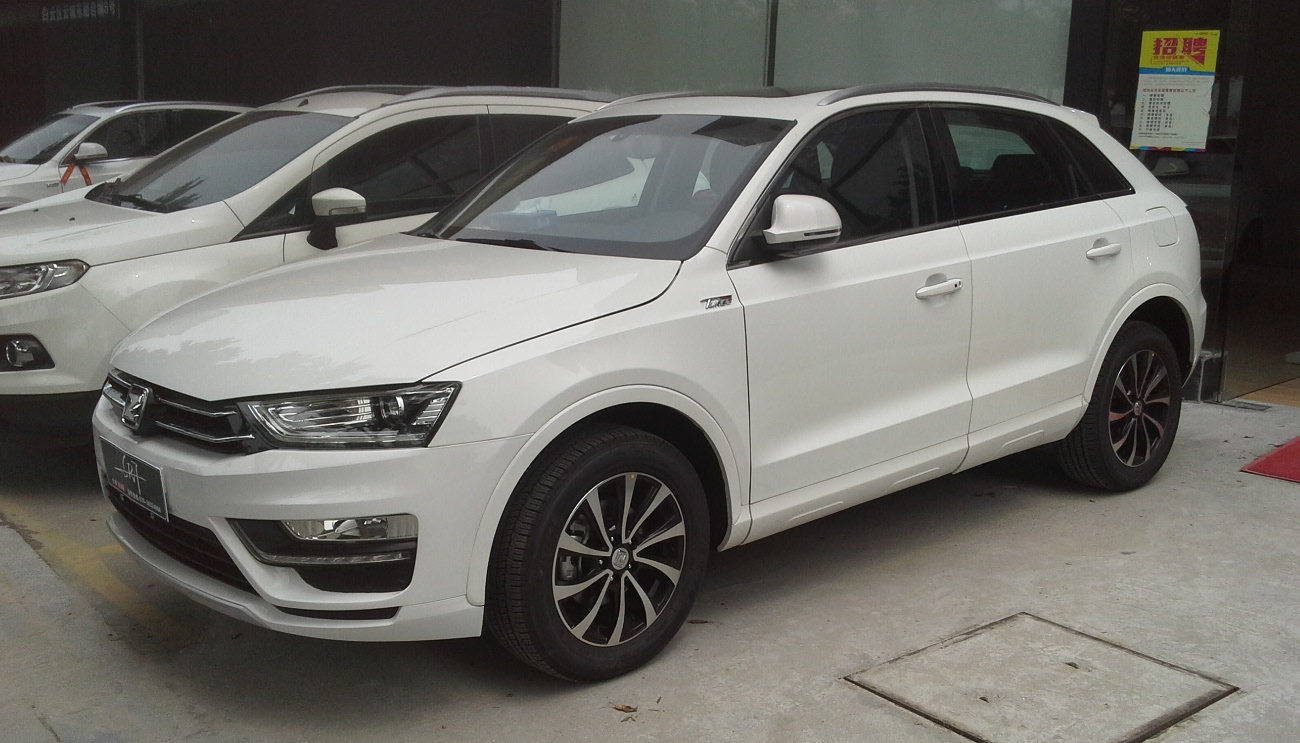
Вид сзади
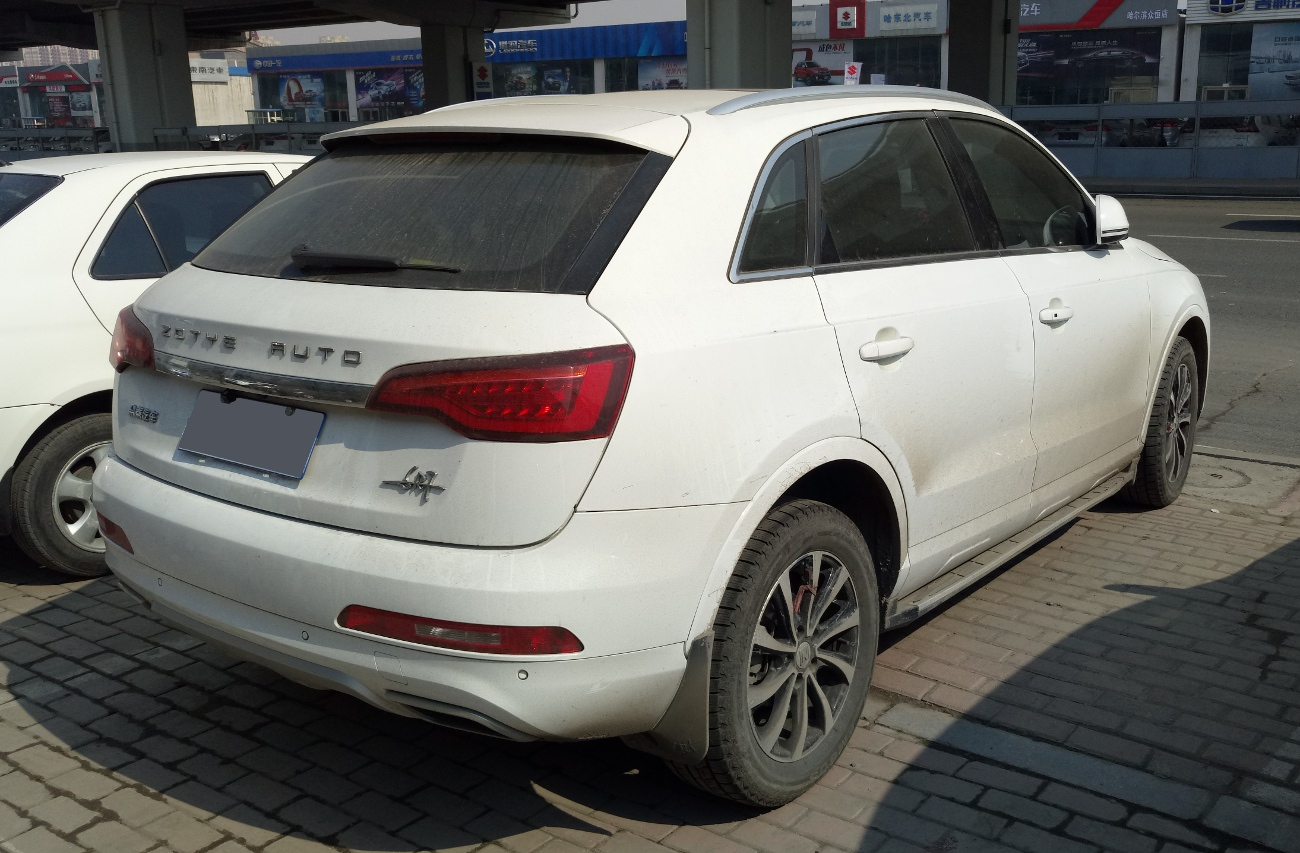
Вид сзади